# Недостаточность дигидроптеридинредуктазы
Недостаточность дигидроптеридинредуктазы — генетическое расстройство синтеза тетрагидробиоптерина (BH4), вызываемое мутациями гена QDPR. Мутации гена нарушают работу фермента 6,7-дигидроптеридинредуктазы (ДГПР), отвечающего за регенерацию BH4. Тип наследования - аутосомно-рецессивный.

## Симптомы
Заболевание проявляется такими симптомами, как повышение концентрации фенилаланина (гиперфенилаланинемия), микроцефалия, гипотония, умственная отсталость и эпилептические судороги. Доля пациентов с микроцефалией достигает 25%, в то время как при других формах недостаточности BH4 микроцефалия отмечается у 1% пациентов.

## Диагностика
Для надёжной диагностики заболевания выполняют анализ активности фермента ДГПР методом сухой капли крови (Dried Blood Spot, DBS) — этот анализ позволяет отличить недостаточность ДГПР от других форм недостаточности BH4.

## Терапия

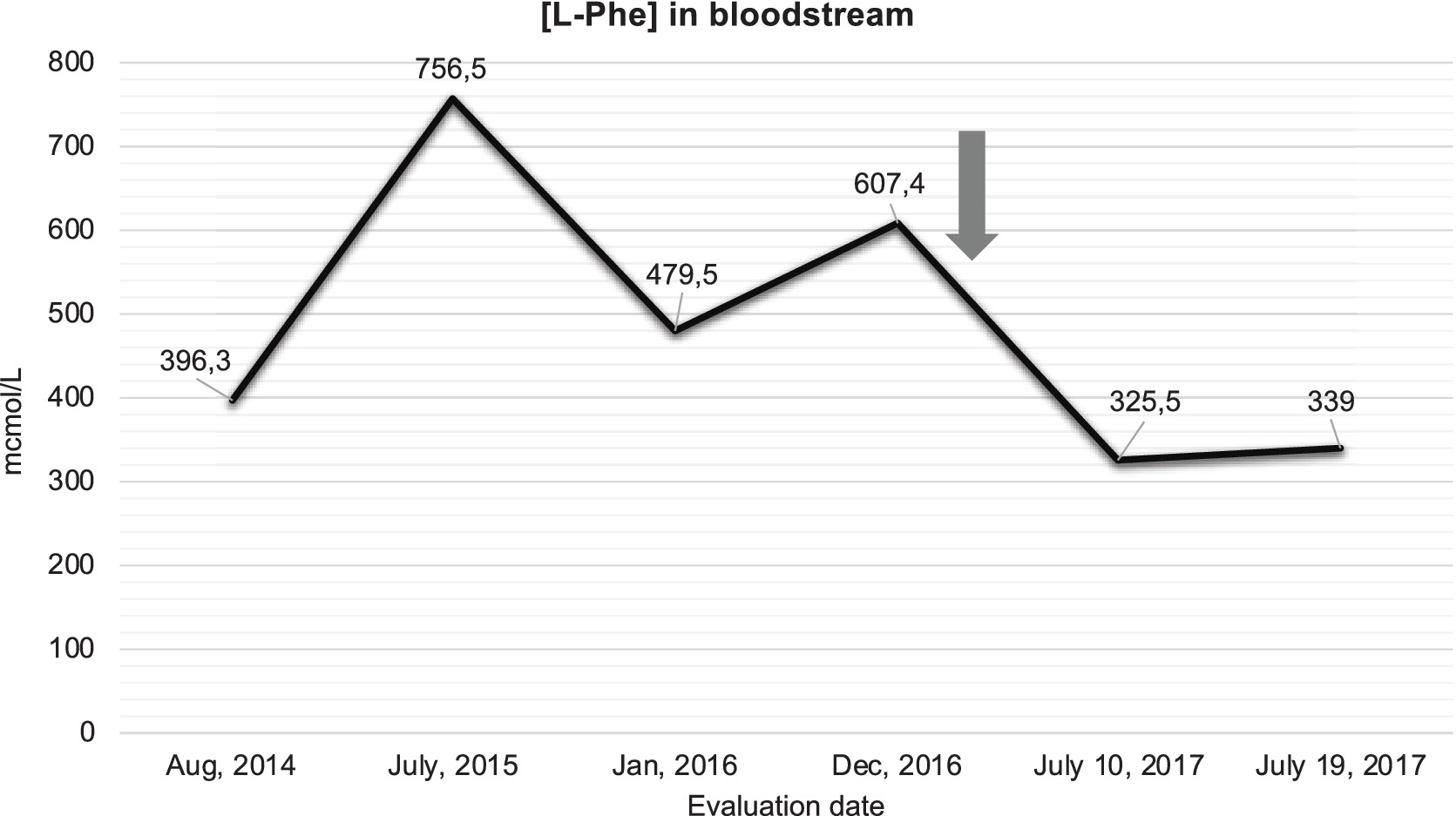
Снижение уровня фенилаланина в крови у пациента с недостаточностью дигидроптеридинредуктазы после назначения сапроптерина. Для сравнения, нормальный диапазон составляет до 25 до 90 мкмоль/л. Момент назначения сапроптерина дигидрохлорида (20 мг/кг/сутки) указан стрелкой. В 2019 году пациент был переведен на дозу 30 мг/кг/сутки. Из описания клинического случая, Charles Marques Lourenço et al., 2021 год.

Терапия заключается в назначении диеты с ограничением фенилаланина вкупе с систематическим мониторингом уровней фенилаланина в крови. Помимо диеты для контроля уровня фенилаланина может назначаться сапроптерин, искусственный аналог тетрагидробиоптерина.
Для восполнения уровня дофамина в мозге пациентам назначают леводопу в сочетании с ингибитором декарбоксилазы ароматических аминокислот, действующим за пределами ЦНС (карбидопа или бенсеразид). Ингибитор позволяет леводопе превращаться в дофамин именно в центральной нервной системе, повышая эффективность терапии.
Поскольку недостаточность BH4 при данном заболевании затрудняет преобразование триптофана в 5-гидрокситриптофан в реакции, в которой BH4 является кофактором триптофангидроксилазы 2, пациенты страдают от недостатка серотонина в центральной нервной системе. Для коррекции этого недостатка назначается 5-гидрокситриптофан.
При недостаточности ДГПР наблюдается более выраженная церебральная фолатная недостаточность, чем при иных формах недостаточности тетрагидробиоптерина: у пациентов значительно снижается уровень 5-метилтетрагидрофолата в спинномозговой жидкости. Ввиду этого пациентам назначают фолиновую кислоту - разновидность фолата, хорошо проникающую через гематоэнцефалический барьер. Назначение фолиевой кислоты, синтетической формы фолата, противопоказано, поскольку считается, что фолиевая кислота крепко связывается с фолатным рецептором-альфа и может затруднять поступление фолата в ЦНС.

## Эпидемиология
Первый пациент с недостаточностью дигидроптеридинредуктазы был описан в 1975 году. Заболевание диагностируется крайне редко: по состоянию на конец 2020 года в международной базе данных BIODEF, посвященной различным формам недостаточности BH4, было описано всего 303 случая недостаточности дигидроптеридинредуктазы.

## Альтернативные названия
- Дефицит дигидроптеридин редуктазы
- BH4-дефицитная гиперфенилаланинемия типа C
- Гиперфенилаланинемия с дефицитом тетрогидробиоптерина типа C
- BH4-дефицитная ГФА (тип C)

## Иллюстрации

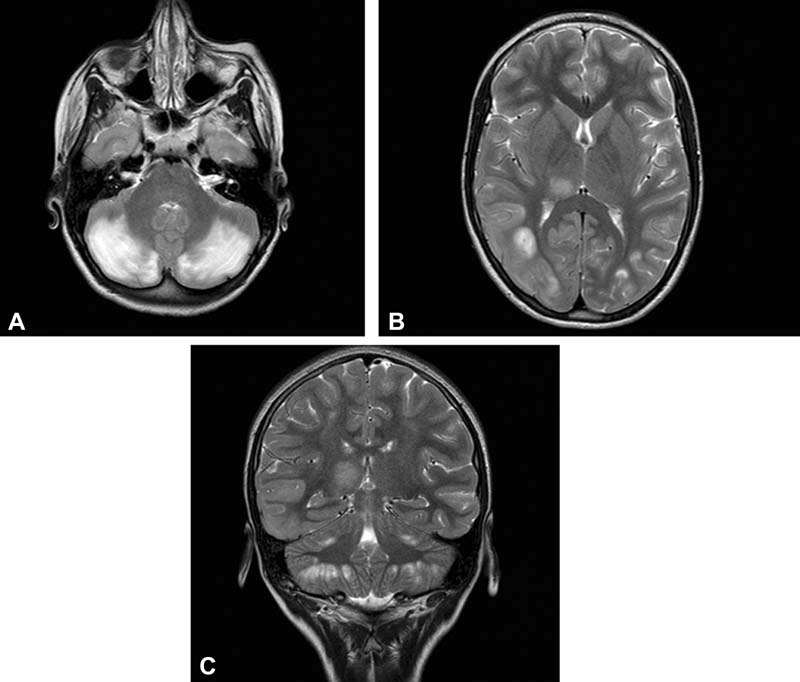
МРТ-снимки мозга, демонстрирующие проявления церебральной фолатной недостаточности (ЦФН) у 12-летней пациентки с недостаточностью дигидроптеридинредуктазы. ЦФН развилась из-за отказа пациентки от постоянной восполняющей терапии фолиновой кислотой (лейковорином). Из описания клинического случая (русский перевод), Pappalardo et al., 2022.

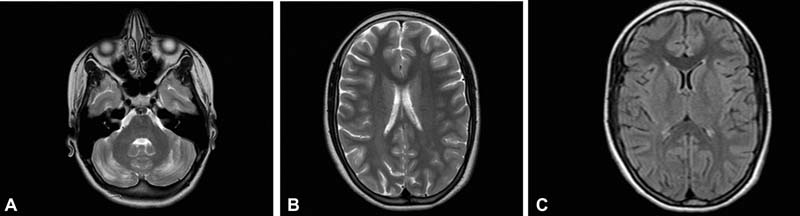
МРТ-снимки мозга 12-летней пациентки с недостаточностью дигидроптеридинредуктазы после возобновления терапии фолиновой кислотой. На снимке заметно уменьшение признаков поражения мозга, развившихся у девочки ранее из-за церебральной фолатной недостаточности. Возобновление терапии улучшило состояние пациентки. Из описания клинического случая, Pappalardo et al., 2022.